# Rui Cardoso
Rui Miguel Candeias Cardoso (Lisboa, 11 de maio de 2002) é um professor-estagiário de história do ensino básico e secundário e político português. Atualmente, foi eleito nas eleições legislativas de 2025, como deputado à Assembleia da República, pelo CHEGA e é membro da direção nacional da Juventude CHEGA. Na legislatura anterior, desempenhou funções como um dos assessores políticos do grupo parlamentar do CHEGA na Comissão de Educação e Ciência. Em fevereiro de 2025, foi nomeado cabeça de lista às eleições autárquicas de 2025 para a Câmara Municipal de Viana do Alentejo.

## Formação e atividade profissional
Licenciou-se em História pela Faculdade de Letras da Universidade de Lisboa e está no mestrado em Ensino da história no 3.º ciclo do ensino básico e no ensino secundário. Antes de assumir o mandato parlamentar, exerceu funções como professor estagiário de História no ensino básico e secundário e foi assessor do grupo parlamentar do CHEGA na Comissão de Educação e Ciência.

## Deputado à Assembleia da República

### XVII Legislatura da República Portuguesa
Nas eleições legislativas de 2025, Rui Cardoso foi eleito deputado à Assembleia da República como 11.º candidato na lista do CHEGA por Lisboa. Com apenas 23 anos à data da eleição, passou a ser um dos mais jovens deputados da Nação. Em entrevista concedida ao Diário de Notícias, descreveu o momento da eleição como “uma emoção tremenda” e relatou que chegou a desligar o telemóvel ao pensar que não conseguiria entrar no Parlamento, tendo sido surpreendido pela chamada — "já tinham fechado a última freguesia, Avenidas Novas".

### Comissões parlamentares
- Comissão de Orçamento, Finanças e Administração Pública - [Suplente]
- Comissão de Educação e Ciência - [Efetivo]
- Grupo de Trabalho do Parlamento dos Jovens - [Coordenador do Grupo Parlamentar]

## Atividade autárquica
Em fevereiro de 2025, Rui Cardoso foi convidado pelo presidente do partido CHEGA, André Ventura, e pelo secretário-geral, Pedro Pinto, para ser o cabeça-de-lista do partido à Câmara Municipal de Viana do Alentejo. O concelho, onde possui raízes familiares, representa um desafio político significativo para o CHEGA numa região tradicionalmente dominada por outras forças políticas. Durante uma entrevista ao Noticias ao Minuto, destacou a necessidade de renovação política e desenvolvimento económico local, apresentando propostas centradas na atração de investimento, melhoria dos serviços públicos e combate à desertificação rural. A sua candidatura procurou consolidar a presença do CHEGA em territórios menos urbanos, ampliando o alcance do partido para além dos grandes centros urbanos.

## Resultados eleitorais

### Eleições legislativas
| Data | Partido      | Partido | Círculo eleitoral | Posição      | CI.     | Votos          | %              | +/-    | Status     | Notas |
| ---- | ------------ | ------- | ----------------- | ------------ | ------- | -------------- | -------------- | ------ | ---------- | ----- |
| 2024 |              | CHEGA   | Lisboa            | 12.º (em 48) | 3.º     | 224 493        | 17,02 / 100,00 | 9,25   | Não eleito |       |
| 2025 | 11.º (em 48) | CHEGA   | Lisboa            | 3.º          | 265 604 | 26,86 / 100,00 | 3,84           | Eleito |            |       |

### Eleições autárquicas
| Data | Partido | Partido | Concelho          | Posição    | Cl. | Votos | %             | Status | Notas                              | Ref    |
| ---- | ------- | ------- | ----------------- | ---------- | --- | ----- | ------------- | ------ | ---------------------------------- | ------ |
| 2025 |         | CHEGA   | Viana do Alentejo | 1.º (em 5) |     |       | 0,00 / 100,00 |        | Deputado à Assembleia da República | [ 11 ] |